# Margareta Norrmén
Margareta Eva Christina Norrmén, född 3 februari 1927 i Helsingfors, död 2000, var en finländsk journalist.
Norrmén, som var dotter till bankdirektör Pehr Norrmén och Valborg Holmström, blev student 1944 och politices magister 1950. Hon var verksam reporter vid Hufvudstadsbladet från 1950. Hon var protokollförare i Nylands nation 1947–1948, historiograf 1950, redaktör i Studentbladet 1947 och 1950 samt medlem av Svenska aftonläroverkets direktion från 1965. Hon skrev bland annat reportage, kåserier och verser under signaturen Marcelia.